# 幻影の彼方〜ビヨンド・ザ・シュラウデッド・ホライゾン
『幻影の彼方〜ビヨンド・ザ・シュラウデッド・ホライゾン』（原題：Beyond the Shrouded Horizon）は、イギリスのギタリスト、スティーヴ・ハケットが2011年に発表したスタジオ・アルバム。

## 背景
ハケットによれば、本作は前スタジオ・アルバム『闇を抜けて〜アウト・オブ・ザ・トンネルズ・マウス』（2009年）と並行してレコーディングされた続編に当たり、同作に引き続きクリス・スクワイアがベースで参加している。「草原の天使」は、ジャック・ケルアックの小説『オン・ザ・ロード』にインスパイアされて作られた。

## 反響・評価
全英アルバムチャートではトップ100入りを逃したが、ドイツでは2011年10月7日付のアルバム・チャートで63位を記録した。William Ruhlmannはオールミュージックにおいて5点満点中3.5点を付け「スティーヴ・ハケットは61歳になっても、2011年の野心的なスタジオ・アルバム『幻影の彼方〜ビヨンド・ザ・シュラウデッド・ホライゾン』で、初期ジェネシスの英国的なプログレッシブ・ロックを貫き通している」「12分近くの"Turn This Island Earth"には、彼が過去に披露してきた音楽性の多くが集約されている」と評している。

## 収録曲
特記なき楽曲はスティーヴ・ハケット、ジョー・ハケット、ロジャー・キングの共作。2. 3. 5. 9. 11.はインストゥルメンタル。
1. ローモンドの湖 "Loch Lomond" - 6:49
2. 不死鳥は飛び去った "The Phoenix Flown" - 2:07
3. ワンダーラスト "Wanderlust" - 0:44
4. ティル・ジーズ・アイズ "Til These Eyes" - 2:40
5. 草原の天使 "Prairie Angel" (Steve Hackett, Jo Hackett, Roger King, Steve Howe, Jonathan Mover) - 2:58
6. 自由という名の土地 "A Place Called Freedom" - 5:56
7. 夕暮れと椰子の木陰の狭間に "Between the Sunset and the Coconut Palms" - 3:17
8. 人生の目覚め "Waking to Life" - 4:49
9. トゥー・フェイス・オブ・カイロ "Two Faces of Cairo" - 5:13
10. ファンタジーを求めて "Looking for Fantasy" - 4:32
11. 夏の息吹 "Summer's Breath" - 1:12
12. キャットウォーク "Catwalk" - 5:44
13. ターン・ディス・アイランド・アース "Turn This Island Earth" (S. Hackett, J. Hackett, R. King, S. Howe, J. Mover) - 11:52

### 日本盤ボーナス・トラック
1. ファイアー・オン・ザ・ムーン（ライヴ） "Fire on the Moon (Live)" (S. Hackett) - 6:19
2. スリーパーズ（ライヴ） "Sleepers (Live)" (S. Hackett, R. King, Nick Clabburn, Amanda Lehmann) - 7:31

## 参加ミュージシャン
- スティーヴ・ハケット - ギター、ボーカル、ハーモニカ
- ロジャー・キング - キーボード、プログラミング
- アマンダ・リーマン - ボーカル(on #1, #6, #8)、ギター(on #5, #6)
- ニック・ベッグス（英語版） - ベース、スティック、ウクレレ(on #1, #6)
- ディック・ドライヴァー - ダブル・ベース(on #4, #7, #10, #13)
- クリス・スクワイア - ベース(on #10, #12, #13)
- ゲイリー・オトゥール - ドラムス(on #1, #2, #5, #8, #9)、ボーカル(on #1, #6)
- サイモン・フィリップス - ドラムス(on #12, #13)
- ロブ・タウンゼント - サクソフォーン、ホイッスル、バスクラリネット(on #1, #4, #5, #6, #8)
- ジョン・ハケット - フルート(on #9)、ボーカル(on #7)
- クリスティン・タウンゼント - ヴァイオリン、ヴィオラ(on #4, #7, #9, #10)
- リチャード・スチュワート - チェロ(on #4, #7, #9, #10)